# Бангладешско-киргизские отношения
Бангладешско-киргизские отношения — двусторонние дипломатические отношения между Бангладеш и Кыргызстана. Отношения между двумя странами были охарактеризованы как крепкие. Ни у одной из обеих стран нет постоянного посла.

## Образование
Сектор образования был признан потенциальным полем для развития двустороннего сотрудничества между Бангладеш и Кыргызстаном. Бишкек проявил интерес к предоставлению стипендий бангладешским студентам, желающим получить высшее образование в Кыргызстане.

## Культура
Бангладеш и Кыргызстан определили культурное сотрудничество как важный способ расширения своих двусторонних связей. В 2014 году между странами было подписано соглашение об организации Дней культуры Кыргызстана в Бангладеш, а в 2015 году — Дней культуры Бангладеш в Кыргызстане.

## Экономика
Бангладеш и Кыргызстан проявили большой интерес к расширению двусторонней экономической деятельности. Бангладеш интересует импорт хлопка из Кыргызстана для текстильной промышленности. Готовая одежда, фармацевтические препараты и сельскохозяйственная продукция были определены в качестве потенциальных секторов для роста внешней торговли и инвестиций. Перспективна также ювелирная промышленность.
В 2013 году торговая делегация Бангладеш во главе с бывшим министром торговли Махбубом Ахмедом посетила Кыргызстан, чтобы изучить возможные пути увеличения двусторонней торговли и инвестиций. Двойное налогообложение было определено как одно из препятствий для развития двусторонней торговли.
Экспортные поставки Кыргызстана приходятся на товары обрабатывающего производства; товары, получаемые в результате добычи полезных ископаемых; сельского, лесного хозяйства; рыболовства и обрабатывающей промышленности; товары производства основных металлов и готовых металлических изделий, (кроме машин и оборудования).
Если в 2017 году экспорт в Бангладеш составлял сумму в $4,862 тыс., то в 2018 году — $469,2 тыс..
Министр по интеграции и макроэкономике ЕЭК Татьяна Валовая отметила, что в 2018 году экспорт Кыргызстана в Бангладеш вырос в 100 раз, а совокупный товарооборот ЕАЭС с Бангладеш достиг объёма в 1,846 миллиарда долларов, увеличившись с 2010 года более чем в 4 раза.